# From Enslavement to Obliteration
Albums de Napalm Death
Scum
(1987) Harmony Corruption
(1990)
From Enslavement to Obliteration est le deuxième album du groupe de grindcore britannique Napalm Death. Il est sorti en 1988. À ne pas confondre avec la démo du même nom sortie en 1986. Il s'agit du premier album sur lequel apparaît Shane Embury.
Cet album transporte le label Earache Records vers les sommets quand l'album sera classé premier des charts indépendants britanniques dès sa sortie.

## Liste des titres
| No  | Titre                            | Durée |
| --- | -------------------------------- | ----- |
| 1.  | Evolved As One                   | 3:13  |
| 2.  | It's A! M.A.N.S. World           | 0:54  |
| 3.  | Lucid Fairytale                  | 1:02  |
| 4.  | Private Death                    | 0:35  |
| 5.  | Impressions                      | 0:35  |
| 6.  | Unchallenged Hate                | 2:07  |
| 7.  | Uncertainty Blurs The Vision     | 0:40  |
| 8.  | Cock-Rock Alienation             | 1:20  |
| 9.  | Retreat To Nowhere               | 0:30  |
| 10. | Think For A Minute               | 1:42  |
| 11. | Display To Me...                 | 2:43  |
| 12. | From Enslavement To Obliteration | 1:35  |
| 13. | Blind To The Truth               | 0:21  |
| 14. | Social Sterility                 | 1:03  |
| 15. | Emotional Suffocation            | 1:06  |
| 16. | Practice What You Preach         | 1:23  |
| 17. | Inconceivable?                   | 1:06  |
| 18. | Worlds Apart                     | 1:24  |
| 19. | Obstinate Direction              | 1:01  |
| 20. | Mentally Murdered                | 2:13  |
| 21. | Sometimes                        | 1:06  |
| 22. | Make Way!                        | 1:36  |
| 23. | Musclehead                       | 0:51  |
| 24. | Your Achievement                 | 0:06  |
| 25. | Dead                             | 0:04  |
| 26. | Morbid Deceiver                  | 0:45  |
| 27. | The Curse                        | 3:17  |

## Musiciens
- Bill Steer - Guitares
- Shane Embury - Basse
- Lee Dorrian - Chant
- Mick Harris - Batterie

## Autour de l'album
Pochette de Mark Sikora. 
Album masterisé par Mike Marsh à l'Exchange, Londres. 

## Pressages et versions
La première version de l'album (1988) prend la forme d'un maxi-album de 54 titres incluant l'album complet Scum. Dans cette version n'est pas inclus le dernier titre The Curse
Une réédition sortira en 1994 sans la partie Scum mais avec le titre The Curse en bonus.